# Por siempre mi amor
Por siempre mi amor est une telenovela mexicaine diffusée depuis le 7 octobre 2013 sur Canal de las Estrellas.

## Distribution
- Susana González : Isabel Lorente
- Guy Ecker : Arturo de la Riva
- Dominika Paleta : Sonia
- Gabriela Platas : Andrea
- Thelma Madrigal : Aranza de la Riva
- Pablo Lyle : Esteban
- Hector Suárez Gomis : Fernando
- Martha Julia : Gabriela
- Pablo Valentin
- Ana Martín : Maria Angeles "Tita"
- Humberto Elizondo : Don Osvaldo
- Macaria : Minerva
- David Ostrosky : Gilberto
- Tania Lizardo : Marianela
- Francisco Rubio
- Silvia Lomelí
- Archi Lanfranco : Nicolas
- Sofía Castro : Dafne
- Pablo Cruz
- Erick Diaz : Cristian
- María José Mariscal : Marianela (jeune)
- Karyme Hernández : Aranza de la Riva (jeune)
- Valentina Hauzori : Ileana (jeune)
- Federico Porras : Esteban (jeune)
- Camila Peña : Dafne (jeune)
- Jade Fraser
- Carlos Speitzer
- Yessica Salazar : Marcela
- Verónica Montes
- Felipe Sánchez
- Carlos Bonavides
- Isabel Martínez "La Tarabilla"
- Dacia González
- Ricardo de Pascual
- Emma Escalante
- Sachi Tamashiro
- Dacia González
- Ricardo de Pascual : Gabino
- Isabel Martínez
- Julián Gil
- Elizabeth Dupeyrón
- Pilar Escalante
- Anaís

## Diffusion internationale
- Canal de las Estrellas
- Telesudamérica
- Venevisión
- Univision
- Telefuturo
- Gama TV
- RCN Televisión
- Telemetro
- Rustavi 2
- La Red (2016)

## Autres versions
- Mi segunda madre (Televisa, 1989)

### Sources
- (en) Cet article est partiellement ou en totalité issu de l’article de Wikipédia en anglais intitulé « Por Siempre Mi Amor » (voir la liste des auteurs).

- (es) Cet article est partiellement ou en totalité issu de l’article de Wikipédia en espagnol intitulé « Por siempre mi amor » (voir la liste des auteurs).